# Atlético Jalisco
El Equipo Representativo de Jalisco, anteriormente llamado Atlético Jalisco, fue un equipo de fútbol de la ciudad de Guadalajara en el estado de Jalisco, que participó en la Liga de Balompié Mexicano en la máxima categoría.

## Historia
El equipo nace oficialmente el 4 de julio de 2020 como la decimocuarta franquicia fundadora de la nueva Liga de Balompié Mexicano. El 24 de julio se presentó el escudo del club, se anunció a Eduardo Lillingston como director técnico y a Jonny Magallón, César Ibáñez, Jahir Barraza y Ricardo Bocanegra como los primeros jugadores de la institución.
El 17 de octubre el equipo debuta de manera oficial derrotando por 1-3 al Club Veracruzano de Fútbol Tiburón. A finales del mismo mes se dio a conocer que los jugadores y el cuerpo técnico llevaban varios meses sin cobrar los salarios establecidos, como consecuencia de ello la Liga de Balompié Mexicano absorbió la franquicia, por lo que se convirtió en la administradora temporal del club, además de cortar relaciones con la directiva que hasta entonces encabezaba al proyecto, tras este hecho, el equipo no pudo seguir usando el nombre Atlético Jalisco, pues este había sido registrado por la administración saliente, lo que hizo que en el juego contra Chapulineros de Oaxaca el combinado apareciera como Equipo sin nombre,  además de saltar al campo con un uniforme que tenía cubierto el escudo del club con un parche.
Luego del primer partido sin la directiva, el equipo fue renombrado por la liga como Representativo de Jalisco. La LBM buscó conseguir nuevos inversionistas para continuar con esta escuadra, sin embargo, ante la imposibilidad de encontrar interesados para hacerse cargo del equipo, el 9 de noviembre la misma liga procedió a la desafiliación del club, por lo que este dejó de competir y quedó disuelto.

## Estadio
El 1 de septiembre de 2020, el equipo anunció al Estadio Tres de Marzo como su sede oficial para los partidos de local, el inmueble será compartido con los equipos Halcones de Zapopan y Jaguares de Jalisco de la Liga de Balompié Mexicano, además del Tecos Fútbol Club de la Segunda División de México.
El Estadio Tres de Marzo, ubicado en la ciudad de Zapopan, Jalisco, fue construido en 1971 para albergar los partidos de Tecos en la Tercera División, tuvo que ser remodelado para 1973, año en que el equipo llegó a la Segunda Divsión, creciendo la capacidad de tres mil a quince mil personas. Cuando los Tecos llegaron a la Primera División, el inmueble sufrió una nueva modificación para albergar a 22 mil personas. Las entradas no eran muy fluidas, pero gracias a la idea de jugar los viernes por la noche las entradas fueron un poco más altas ya que no tenían competencia ese día.
El estadio fue sede de la Copa Mundial de Fútbol de 1986, por lo que la capacidad de aforo creció a poco más de 30 mil espectadores.
Fue reconocido como "la mejor cancha del país y uno de los estadios más funcionales del mundo", según Joseph Blatter, expresidente de la FIFA.

Para el inicio del Apertura 2009, el estadio fue remodelado tras el proyecto de renovación de los Estudiantes Tecos.
Actualmente, además de ser sede de los Tecos, el estadio también es utilizado por el equipo de football americano de la Universidad Autónoma de Guadalajara y por el equipo profesional del mismo deporte Tequileros de Jalisco, además de ser sede de diversos conciertos y eventos culturales.

## Indumentaria
El 24 de septiembre se presentó de manera oficial la indumentaria del Atlético Jalisco.
- Uniforme local: Camiseta blanca con el mapa del estado de Jalisco en degradado amarillo y un agave en degradado verde con detalles amarillos y azules, pantalón azul y medias blancas.
- Uniforme visitante: Camiseta azul con un agave del mismo color en tonalidad más oscura, pantalón blanco y medias negras.